# Torneo de clasificación africano para el Campeonato Mundial de Voleibol Femenino de 2018
El Proceso de clasificación africano se llevó a cabo del 28 al 30 de julio en la ciudad de  Nairobi, Kenia, este torneo entregó dos cupos para el Campeonato Mundial de Voleibol Femenino de 2018 a llevarse a cabo de  Japón.

## Equipos participantes
- Kenia
- Egipto
- Ruanda
- Uganda

## Resultados
- Todos los horarios corresponden a la hora local de Kenia (UTC+3)

### Grupo único
- Sede: Nairobi, Kenia

|      |        | Partidos | Partidos | Partidos |      | Sets | Sets | Sets  | Puntos | Puntos | Puntos |
| Pos. | Equipo | PJ       | PG       | PP       | Pts. | SG   | SP   | Ratio | PG     | PP     | Ratio  |
| ---- | ------ | -------- | -------- | -------- | ---- | ---- | ---- | ----- | ------ | ------ | ------ |
| 1    | Kenia  | 3        | 3        | 0        | 9    | 9    | 0    | MAX   | 0      | 0      | 0.000  |
| 2    | Egipto | 3        | 2        | 1        | 6    | 6    | 4    | 1.500 | 0      | 0      | 0.000  |
| 3    | Uganda | 3        | 1        | 2        | 2    | 3    | 2    | 1.500 | 0      | 0      | 0.000  |
| 4    | Ruanda | 3        | 0        | 3        | 1    | 2    | 3    | 0.666 | 0      | 0      | 0.000  |

| Fecha       | Equipo 1 | Res.  | Equipo 2 | Set 1 | Set 2 | Set 3 | Set 4 | Set 5 | Total    |  |
| ----------- | -------- | ----- | -------- | ----- | ----- | ----- | ----- | ----- | -------- |  |
| 28 de julio | Egipto   | 3 – 1 | Ruanda   | 25-18 | 21-25 | 25-23 | 25-21 |       | 96 – 67  |  |
| 28 de julio | Kenia    | 3 – 0 | Uganda   | 25-12 | 25-15 | 25-12 |       |       | 75 – 39  |  |
| 29 de julio | Egipto   | 3 – 0 | Uganda   | 25-14 | 25-12 | 25-14 |       |       | 75 – 40  |  |
| 29 de julio | Kenia    | 3 – 0 | Ruanda   | 25-22 | 25-16 | 25-16 |       |       | 75 – 44  |  |
| 30 de julio | Uganda   | 3 – 2 | Ruanda   | 23-25 | 19-25 | 25-16 | 25-23 | 15-09 | 107 – 98 |  |
| 30 de julio | Kenia    | 3 – 0 | Egipto   | 25-18 | 25-17 | 25-17 |       |       | 75 – 52  |  |

## Posiciones finales
| Pos | Equipo |
| --- | ------ |
|     | Kenia  |
|     | Egipto |
|     | Uganda |
| 4   | Ruanda |